# Маклена Ґраса
«Маклена Ґраса» — соціально-психологічна драма  українського письменника Миколи Куліша. У творі відображено кризові процеси життя Польщі початку 30-х років. У побутовій, на перший погляд, а насправді узагальнено-символічній формі драматург розкриває суттєві закономірності суспільного буття XX століття, головна з яких — дегуманізація суспільства. Якими мають бути стосунки людини й суспільства, суспільства й людини?
Три драми М. Куліша: «Мина Мазайло», «Маклена Граса» та «Народний Малахій» послужили драматургійним матеріалом для вершинних творів Леся Курбаса, прославили його театр «Березіль» й вивели його на рівень найпопулярніших тогочасних театрів світу. «Маклена Граса» — остання відома публіці п'єса Миколи Куліша.

## Сюжет

#### Дія перша
На світанку Анеля розбудила матір і сказала, що їй освідчився пан Владик Зарембський і попросив, щоб вона поговорила про сватання зі своїм батьком. Мати спочатку не вірить, їй здається, що це сон — хазяїн фабрики, який приїхав із Варшави на кілька днів, щоб розібратися зі страйкарями, хоче одружитися з її дочкою. Він чекав відповіді сьогодні до десятої ранку.
У цей час у підвальній квартирі Маклена голосно будить свою сестричку Христину, щоб піти на канави позбирати кісток і ще щось їстівного, бо знову цілий день будуть сидіти голодними. Фабрика страйкує, батько безробітний, лежить зі спухлими від голоду ногами. Маклер Зброжек з ґанку робить їй зауваження, що вона заважає тому думати й тероризує сестру. Виходить батько Маклени Ґраса розмовляє зі Зброжеком, ущипливо говорить, що хоч той і вимагає з нього комірне (за квартиру), але він не господар, а лише орендар, і скоро їх усіх проженуть. Якою б там не була золота драбина, по котрій можна перелізти й здобути високі права, вона тримається на підвалі, тому в будь-який момент може бути скинута.
Зброжкова говорить чоловікові про те, що пан Зарембський хоче Свататися до їхньої дочки. Зброжек зловтішається й говорить, що то неспроста: він купує збранкрутілу фабрику, а Зарембський хоче врятувати становище за рахунок Анелиних грошей. Ось він дочекається десятої години, піде в банк, візьме гроші й купить усе, так що пан Владек сам буде в нього орендарем, а він сидітиме з родиною на верхньому балконі й питиме каву. Якщо ж дійсно любить їхню дочку, хай приходить через три дні.
Вичепурена Анеля чекає в саду Зарембського, щоразу поглядаючи на годинника.
Зачепила Маклену, стала їй співчувати, потім попросила матір, щоб та дала в кошику залишки від сніданку. Мати подумала, що для собачки. Маклена взяла кошик, віддала їстівне собаці Кунду, приказуючи, щоб той їв, а що залишиться, вона радо від нього візьме. Зарембський, побачивши таку сцену, говорить Анелі, що він не може співчувати тим, хто вдається до непотрібного та шкідливого гуманізму, проганяє жебраків і відмовляється від одруження, бо батько Анелі, як виявляється, був першим і найсерйознішим претендентом на купівлю торгу фабрики та всього майна, сприяв його банкрутству. Повернувся додому Ґраса й сказав, що фабрика продається з торгу, страйкарі нічого не домоглися, а той хто агітував, комуніст Окрай, навіть очей не показав.
Прийшов у напівбезтямному стані й Зброжек. Банк, у який вклав гроші, прогорів, фабрики тепер він не купить. Анеля з розпачу лежить хвора.
Зброжек, залишившись на самоті, думає у відчаї над тим, чи не може заробити якось на власній смерті, адже він застрахований.

#### Дія друга
Маклена приходить додому й повідомляє, що фабрика зачинена і сусідня теж. Хазяїн сторожів звільнив, сам обходить приміщення хоче забрати їхнього Кунда за сторожа. Дівчина розповідає, що бачила, як вели товариша Окрая охоронці з шаблями наголо, а він посміхався.
У підвал до Ґраси приходить пан Зарембський, вимагає квартплату. Батькові нічим заплатити. Тоді пан йому говорить, що через три дні сюди прийдуть нові квартиранти.
З'являється Зброжек і говорить, що нові квартиранти прийдуть уже завтра о сьомій. Зброжек і Зарембський гостро розмовляють між собою. Зброжек іронізує, що, мовляв, Зарембський з патрона хоче стати маклером. Той відповідає, що хазяїн може й без маклера, а от маклер ніколи не стане хазяїном, навпаки, стане його кварти рантом.
Ґраса ледь не на колінах благає Зарембського про відстрочку, але той не дає. Зброжек говорить Ґрасі, щоб той став перед ним на коліна, тоді, може, щось і полегшиться, але чоловік нізащо не погоджується.
Маклена, почувши цю розмову, гнівається і кричить, що гроші вона дістане й кине Зброжекові в лице.
Вискакує на вулицю під дощ зі снігом і з розпачем думає, де можна дістати грошей. Ніхто не дасть. Вирішує заробити так, як Ванда — піти на вулицю й запропонувати себе чоловікам. Жалкує, що мала й худа, соромиться. Ніхто не звертає на неї уваги. І коли, нарешті, підійшов один чоловік і вони з ним домовилися за п'ятдесят злотих, Маклена вирвалася з обіймів того та втекла.
Хотіла повернутися додому, та не змогла. Підійшла до собачої буди, стала говорити з Кундом. Але відповів чоловічий голос. Це же брак, якого вона бачила в саду з дудкою, ночував там. Вони стали розмовляти. Жебрак сказав, що він — колишній музикант, філософ Ігнатій Падур. Так склалося його життя, люди його не пустили до себе, а от собака пустив, щоправда, не з першого разу. Дівчина дивується, чого він не йде у революціонери, якщо в нього нікого нема і він проти багатіїв, несправедливості. От вона б пішла, якби не хворий батько та маленька Христинка.
Підходячи до дверей своєї комнати, Маклена почула, як Зброжек пропонує її батькові його вбити, щоб родина отримала страховку.
Адже Ґраса все одно ніде не зможе заробити, його виселять разом із доньками. Окрім того, він, Зброжек, і так заслуговує на безкоштовну смерть, адже труїв робітників гнилими консервами, обманював у крамниці, продаючи поганий товар, змішував сіль із піском, шахраював, де міг. Батько навідріз відмовляється, говорячи, що не хоче робити такої послуги й дати можливість заробити Зброжекам на цьому гроші. Зброжек іде.
Маклена заступає маклерові дорогу, говорить, що вона все чула і зробить це. Зброжек спочатку говорить, що це в неї голодні галюцинації, потім питає, чи вміє вона користуватися зброєю.

#### Дія третя
На світанку Маклена встала, розбудила сестричку, сказала, де сіль і трохи крупи, звеліла зачинити за нею двері, а якщо довго не повертатиметься, то передати батькові, що вона найнялася зробити те, на що Зброжек його підмовляв.
Рано встав і Зброжек. Розбудив Анелю, сказав їй, що піде здобувати гроші. І наказав, щоб як вийде заміж, то допускала чоловіка до серця, але в жодному разі не до кишені, бо ті про це лише й мріють. І пан Зарембський, напевне, дізнавшись, що в них з'явилися гроші, згадає про свої "почуття",
Маклена прийшла рано, чекає. Мріє про гусей, котрі б узяли її на крилята. Потім розмовляє з музикантом, котрий ночує в собачій буді, питає його, чи зміг би він убити людину.
Нарешті приходить Зброжек. Маклена вимагає гроші. Отримавши, рве їх і кидає маклерові. Потім говорить, що батько розповість про його шахрайство, і стріляє. Бачить музиканта й просить його передати батькові, що повернеться неодмінно. І зникає за муром. Чути поліцейський свисток.

## Історія створення
Микола Куліш писав драму протягом 1932—1933 років. Уперше п'єсу було поставлено в «Березолі» в 1933 році стараннями самого автора та Леся Курбаса. Щоб прем'єра відбулася, М. Кулішеві довелося дещо переробити сюжет: оминувши «українські» теми, автор помістив дію в Польщу в добу економічної кризи. Замаскував усе під сцени визвольної боротьби поляків із режимом Пілсудського. Польща часів Пілсудського — країна, котра посідала перше місце в Європі за кількістю безробітних. Тут відбувалася посилена фашизація, диктатора підносили до рівня національного героя. Олександр Дейч першим надрукував «Маклену Грасу» та «Патетичну сонату» в Москві.
Читаючи п'єсу, не доводиться судити про багатство та точність слова, оскільки оригінал тексту не знайдено. Можна спиратися лише на переклади В. Шевчука та І. Сенченка з російського перекладу П. Зенкевича. Навесні 1933 преса повідомляла про завершення «Прощай, село» та «Маклена Граса». В останній М. Куліш уперше став на незвичний для нього шлях: написав про особисто не досліджене, не бачене його оком. Поштовхом для написання п'єси стала публікація в польській газеті часів 1929—1932 рр., де йшлося про арешт одного збанкрутілого чоловіка, що найняв безробітного за 500 злотих на «посаду» власного вбивці. Це було зроблено, аби родина померлого отримала страхову премію. Усе закінчилося тим, що безробітний взяв гроші, вбивати нікого не став, а потім розповів цю історію в пивній.

## Варіанти прочитання

### Юрій Лавріненко про «Маклену Грасу»
Юрій Лавріненко пропонує такий варіант прочитання/розуміння п'єси: Зброжек — «пружина» усієї дії, він збанкрутований біржовий маклер, готовий пустити в гру власну смерть, щоб отримати посмертну страхову премію; Маклена готова піти на вбивство Зброжека заради того, аби врятувати свого батька та сестру від голодної смерті. «На тлі демона й трагедії янгола, що мусить убити, виростає образ пропащого поета Падури, що спить у собачій будці і грає на окарині — глиняному інструментику — про самотню закинену в світі душу — в порожню ніч, на холодний місяць.»
Для політбюро ЦК КП(б)У та верхівки НКВД у супроводі сотні озброєної охорони було влаштовано спеціальний тільки для них влаштований показ вистави. Вони б могли зрозуміти, що образ Зброжека — вони самі, Маклена — український народ, а поет — сам автор, а п'єса — останній прояв його таланту. Не відомо, чи так воно, але після 7-го показу «Маклену Грасу» було заборонено, театр «Березіль» ліквідовано, а Л. Курбаса та М. Куліша заарештовано як ворогів народу та відправлено на північ Росії на каторгу.

### Лесь Танюк про «Маклену Грасу»
Маклена Граса — філософська трагікомедія-метафора. Деякі її мотиви потім трапляються у Артура Міллера «Смерть комівояжера». Найвизначніше у Куліша — люди і типи, вміння відтворювати людську природу, драму становлення Людини. Кожен персонаж намагається осягнути ціле й своє місце в ньому, серед героїв нема переможців, вони в будь-якому випадку постають як жертви соціальних катаклізмів. У замаскованій під панську Польщу драмі «Маклена Граса» в образі музиканта-філософа Ігнаціо Падура, котрий у знак протесту проти диктатури тримав духовне голодування та заліз у собачу буду, однак не підкорився, не став навколішки перед диктатором, не втратив честі, можна прочитати тогочасного представника інтелігенції на кшталт Леся Курбаса чи Майка Йогансена. «Місце мистецтва під час диктатури — на смітнику» («Маклена Граса»).

## Бароковість у п'єсі «Маклена Граса»
Про бароковість у п'єсах «Патетична соната» та «Маклена Граса» свідчить побудова сценічного простору. Дослідники відзначають її подібність до барокового вертепу, але це лише один із виявів барокової симультанної сцени. Л. Софронова пише, що театр відображав барокове уявлення про ієрархічну світобудову за допомогою організації сценічного простору (мається на увазі симультанна сцена). Особливістю її є вертикальний поділ, де низ займало пекло, рай був нагорі, а по середині, на проміжному ярусі, було ніби земне життя. Дія відбувалась на усіх рівнях одночасно (звідси назва «симультанна» — «одночасна»).
Незважаючи на те, що автор «замаскував» українські події під польські, на бароковій сцені показували те дійство, у якому легко вгадувалися українські реалії. Автор вклав у вуста філософа і музиканта Ігнаціо Падура гострі коментарі щодо його епохи, епохи «новітнього Хама», а соціалізм він назвав «другою після християнства світовою ілюзією».

## Стиль
«Символічний реалізм» — так можна було б назвати метод написання «Маклени Граси». Кожний символ — прозорий і ясний, його зміст відкритий, не потребує тлумачень. Калинова дудка в руках музики Падура — символ. Замість благородного інструмента він використовує цю дудку. Минулому відведено прекрасну музику, натомість сучасне й майбутнє супроводжується мінорними мелодіями. Музика лунає як супровід до слів Падура. Куліш хотів досягти максимального художнього ефекту засобом поєднання тексту й музики.

## Трагічна символіка і реалізм
Колорит «Маклени Граси» похмурий, сірий, гнітючий. Бруд навколишнього світу підсилює відчуття бруду світу морального. Ця п'єса вважається найпохмурішою з усіх Кулішевих п'єс. Усі поетичні образи символізують загибель та крах людських надій. Не випадково твір починається сценою на горищі, де Анеля повідомляє матері про пропозицію пана Зарембського, а продовжується сценою у підвалі, де Маклена збиратиметься йти на канави на пошуки кісток для юшки. Символізм твору в розмежованості людства, соціальній різноплощинності. У підвалі — ледь виживає безробітний Граса, на першому поверсі цілком непогано мешкає маклер Зброжек, у творі існує ще й балкон Зарембських, куди так хоче потрапити Зброжек у ролі господаря. А Ігнаціо Падуру дісталось «житло із знаком мінус» — собача буда. Цікаво, що самі персонажі також чітко усвідомлюють цей поділ, оскільки неодноразово в їхніх репліках це простежується, наприклад, Зброжек говорить до Граси: «Я вже вище на цілий поверх». Соціальний поділ зумовлює й різне задоволення людських потреб, зокрема, базових біологічних: сім'я Грасів «наїдаються» окропом та юшкою з кісток, знайдених на канаві, у той час, коли Анеля готує собаку котлетами та бісквітами, а пан Зарембський насолоджується вишуканою кавою в себе на балконі.
Як відомо, усталений суспільний порядок прагнуть підтримувати ті, кому це вигідно. Так, наприклад, пан Зарембський прагне бути холодним захисником держави, йому не властива людяність, він принципово не допомагає жебракам, нікого не жаліє. Тільки з холодного розрахунку цей пан хоче одружитися з Анелею, дізнавшись, що її батько хоче придбати його фабрику. Бажання одружитися зникає вмить, коли стає відомо, що Зброжек збанкрутував.

#### Зброжек
Сам Зброжек виступає в п'єсі натхненним поціновувачем маклерства як ідеології, він упевнений, що без посередників у світі ніяк! Чоловік переконаний, що кожен має совість, але виявляти її слід лише тоді, коли це неодмінно принесе користь, адже совість коштує грошей. Це переконання маклера підтверджується на практиці: про свою власну совість він заговорив тоді, коли це стало для нього вигідно: він навмисне викриває всі свої негативні вчинки перед Грасою, аби той із ненависті вбив його. Такий прикрий випадок долі нічому не вчить Зброжека, не пробуджує людяності в його серці, а тому навіть в останній угоді у своєму житті він поводиться нечесно: хоче обдурити маленьку Маклену.

#### Старий Граса
На найнижчих поверхах будинку мешкає сім'я пролетаріїв Грасів. Для старого обставини складаються безнадійно: він дуже хворий, грошей немає, дружина померла, йому треба годувати двох дітей, а нічим. Але навіть у такій ситуації він не хоче ставати вбивцею заради вигоди маклера.

#### Образ Ігнаціо Падура
Образ Ігнаціо Падура ілюструє проблему митця в тогочасному суспільстві, яке схилилося перед диктатором, що пригноблює правдиве слово. Колись він був знаним музикою, але потім на естраду зійшли якісь нові музиканти, «не музиканти, а нездарні ремісники», що грають улесливі диктатору симфонії, за що отримали посади диригентів. Падур не зміг стати на коліна та вибрав собі інший шлях, ставши мандрівним музикантом, живучи в собачій буді. Образ Падура — трагічний, мав багато прототипів. У Європі 1933 року «вождів» того часу міг би з радістю повторити відому фразу імператора Франца: «Ми не потребуємо геніїв. Нам потрібні вірнопіддані». А генії тим часом потрапляли під фальшиві звинувачення та були змушені емігрувати або лізти в собачу будку.

#### Маклена Граса
Не по роках доросла напівсирота Маклена усвідомлює всю відповідальність, що звалилася на її плечі: їй треба заробити грошей, аби прогодувати хворого батька та молодшу сестричку Христинку. Вона у свої 13 років прислухається й до політичних дискусій, що точаться в середовищі робітників, багато чого для неї виявляється незрозумілим, однак, вона захоплюється щирістю й сміливістю комуніста Окрая. Музика Падур пояснює Маклені, що соціалізм — «друга після християнства світова ілюзія», а дівчина не розуміє, як за те, чого нема в реальності, можна кидати до в'язниці таку велику кількість людей? Маклена вірить у світле майбутнє, вона приклад тієї людини, що завдяки своїм глибоким переконанням, світлій незламній вірі здатна йти в революцію, на барикади, жити палко та гинути заради ідеї.
Микола Куліш ніби протиставляє заперечення життя та його утвердження в образах Падура та Маклени відповідно. У «Маклені Грасі» Куліш піднімає тему майбутнього, розкриває її як тему духовної мудрості, утвердження краси світу, справедливості.

## Засіб театрального «очудження»
Маклер Зброжек хоче заробити грошей на своїй смерті після збанкрутування. Він домовився з тринадцятирічною дівчинкою Макленою про те, що вона його вб'є. Уночі перед власною смертю маклер вдається до репетиції свого вбивства (прийом репетиції важливої справи чи повтору певних дій — специфічно кулішівський). Зброжек рахує гроші, хитруючи, в надії на те, що в темноті Маклена не помітить нестачі.
Примітно, що персонаж драми не тільки виконує певні дії, а й розповідає про них глядачеві, говорячи про себе в третій особі: «І ось маклер востаннє допива вино. (Допив вино). Гасить свічку. (Погасив).» І тут же додає ремарку-самоіронію: «Яка драматургія!».
Ця фраза звучить одразу в трьох площинах:
1. її говорить Зброжек, іронізуючи над щойно розіграною перед дзеркалом мелодрамою;
2. її промовляє актор Гірняк, котрий грав роль Зброжека, іронізуючи над своєю «зворушливою» грою;
3. її говорить сам Микола Куліш, усвідомлено знімаючи трагікомедійним ходом справді глибинний трагізм моменту.

Спочатку на місці цієї фрази була інша — «Яка драма!», але Лесь Курбас підказав авторові змінити її на «Яка драматургія!», бо йшлося не тільки про драму, але й про драматургію доби.
У драмі живе дух правди, заперечуваної у 30-тих роках адміністративною системою. Глядачам зрозуміло, що маленька Христинка у «Маклені Грасі», п'єсі трагедійного 1933 року, пухне з голоду.

## Символіка фіналу
Фінал драми слід розглядати в символічному звучанні. Як кінець історії маленької Маклени, котра намагалася протистояти жорстоким законам дійсності, п'єса закінчується драматично. Вбивство від руки підлітка справляє на читача/глядача тяжке враження, і в цьому розумінні фінал не найбільш вдалий. А от для розв'язання проблем Ігнаціо Падура, проблем гуманізму був потрібен саме такий кінець: драматичний і безжальний. Заради жодної ідеї Падур не був готовий вийти із будки, однак, коли мала дівчина бере до рук зброю, музика має стати на захист поки що трепетного вогника надії й життя. Тому фінал об'єднує їх двох: Маклена кидається тікати, а філософ вилазить із будки та кидається за нею, потім повертає в протилежний бік. Але Маклена обіцяла повернутися, і це символічно: повернеться романтика непорушної віри в здійснення мрій, за якою врешті пішов митець Падур.

## Вистава «Березоля» та критика
«Маклена Граса» — остання вистава Леся Курбаса. Вона виявилася тим твором, який добре відображав емоційні та побутові сцени добре знаного Курбасу життя Польщі; ставила найболючіші проблеми для Л. Курбаса — проблеми долі митця в суспільстві. Вистава була похмурою, не залишилось навіть того символічного сонця, у сторону якого тікає Маклена у фіналі п'єси. Трагедійний характер вистави був підкреслений чорними сукнями акторів, аскетичною темною конструкцією, що відтворювала похмурі будиночки, подвір'я і вулицю.
Невдало зіграна акторкою Н. Ужвій роль Маклени була фатальною для вистави. Рецензенти одразу назвали її невдалою, говорили про цілковитий провал М. Куліша та Л. Курбаса. Серйозні обвинувачення на адресу драматурга та театру висунув О. Борщагівський, сказавши, що зміст п'єси фальшивий, бо драматург не зрозумів і не показав, що пролетарська революція є єдиним виходом із протиріч капіталістичного світу.

### Подальші вистави
Після багатьох років перерви в 1962 році «Маклену Грасу» було поставлено в Херсонському обласному драматичному театрі, режисером якої була Р. Степаненко. У цьому ж році її поставили дипломанти Київського театрального інституту.
На російській сцені вперше «Маклена Граса» вийшла у виставі Ленінградського театру драми і комедії у 1965 році, режисер Є. Шифферс. У 1967 вистава була показана в Родопському драматичному театрі в Болгарії. У 1968 — у Львівському театрі ім. М. Заньковецької С. Данченком.